# 태양의 아이 에스테반
태양의 아이 에스테반은 DIC 엔터테인먼트와 스튜디오 피에로가 공동으로 제작한 애니메이션 시리즈이다. 1532년을 배경으로 하는 이 시리즈는 잃어버린 7개의 황금도시와 그의 아버지를 찾아 신대륙의 항해에 참여하는 에스테반이라는 스페인 소년의 모험을 따른다.
대한민국에서는 1987년 2월 11일부터 5월 21일까지 MBC를 통해 방영되었다.

## 줄거리
1532년에 스페인의 고아 에스테반은 항해가인 멘도사와 그의 동료 산초, 페드로와 함께 신대륙에서 7개의 황금도시 중 하나를 찾고 아버지를 찾고자한다. 그들은 지아가 납치한 잉카 소녀와 무 대륙의 마지막 자손인 타오가 한 탐구에 합류한다.

## 등장인물
- 에스테반
- 지아
- 타오
- 멘도사
- 산초와 페드로

## 방영목록
| 회차         | 부제                                       | 본 방송일        | 본 방송일       |
| 회차         | 부제                                       | 일본             | 대한민국        |
| ------------ | ------------------------------------------ | ---------------- | --------------- |
| 1화          | 환상의 황금도시 (なぞの黄金都市)           | 1982년 6월 29일  | 1987년 2월 11일 |
| 2화          | 마젤란 해협 (魔のマゼラン海峡へ)           | 1982년 7월 6일   | 1987년 2월 11일 |
| 3화          | 바다의 회오리 (大竜巻の恐怖)               | 1982년 7월 13일  | 1987년 2월 12일 |
| 4화          | 공포의 바다 (魔の海の漂流)                 | 1982년 7월 20일  | 1987년 2월 13일 |
| 5화          | 어떤섬에서 (世界の果ての島)                | 1982년 7월 27일  | 1987년 2월 18일 |
| 6화          | 이상한 큰배 (ラ・ムーの巨船)               | 1982년 8월 3일   | 1987년 2월 19일 |
| 7화          | 큰배의 비밀 (巨大船の秘密)                 | 1982년 8월 24일  | 1987년 2월 20일 |
| 8화          | 그때 그 도시 (はじめての新大陸)            | 1982년 8월 31일  | 1987년 3월 4일  |
| 9화          | 라무호의 최후 (ラ・ムー号の最後)           | 1982년 9월 7일   | 1987년 3월 5일  |
| 10화         | 지하신전의 비밀 (地下神殿の秘密)           | 1982년 9월 14일  | 1987년 3월 6일  |
| 11화         | 악마의 신 (魔境からの使者)                 | 1982년 9월 21일  | 1987년 3월 11일 |
| 12화         | 검은독수리산 (ペンダントの秘密)            | 1982년 9월 28일  | 1987년 3월 12일 |
| 13화         | 황금의 도시와 열쇠(전편) (父と母との伝説)  | 1982년 10월 5일  | 1987년 3월 13일 |
| 14화         | 황금의 도시와 열쇠(후편) (2つのペンダント) | 1982년 10월 12일 | 1987년 3월 19일 |
| 15화         | 최후의 탈출 (最後の脱出)                   | 1982년 10월 26일 | 1987년 3월 20일 |
| 16화         | 거인족의 습격 (巨人族の襲撃)               | 1982년 11월 9일  | 1987년 3월 26일 |
| 17화         | 석양의 빛을 따라서 (黄金の大コンドル)      | 1982년 11월 16일 | 1987년 3월 27일 |
| 18화         | 날으는 황금콘도르 (大コンドルの秘密)       | 1982년 11월 23일 | 1987년 4월 1일  |
| 19화         | 황금독수리의 탈출 (奪われた大コンドル)     | 1982년 11월 30일 | 1987년 4월 2일  |
| 20화         | 새로운 출발 (新たなる旅立ち)               | 1982년 12월 7일  | 1987년 4월 3일  |
| 21화         | 어둠속의 탈출 (緑の魔境アマゾネス)         | 1982년 12월 14일 | 1987년 4월 8일  |
| 22화         | 비의 신 (太陽の子と雨神の魔女)             | 1982년 12월 21일 | 1987년 4월 9일  |
| 23화         | 생물의 비밀 (マヤの神の怒り)               | 1983년 1월 11일  | 1987년 4월 10일 |
| 24화         | 황금도시를 찾는 사람들 (ヒスイ仮面の秘密)  | 1983년 1월 18일  | 1987년 4월 15일 |
| 25화         | 황금인간의 제사 (黄金人間の祭り)           | 1983년 1월 25일  | 1987년 4월 16일 |
| 26화         | 악어의 늪 (秘境 雨の神の沼)                | 1983년 2월 15일  | 1987년 4월 17일 |
| 27화         | 동굴속 지하도시 (解けた写本の謎)           | 1983년 2월 22일  | 1987년 4월 23일 |
| 28화         | 이상한 기계들(전편) (秘密の土偶の森)       | 1983년 3월 1일   | 1987년 4월 24일 |
| 29화         | 이상한 기계들(후편) (謎のオルメカ人基地)   | 1983년 3월 8일   | 1987년 4월 29일 |
| 30화         | 대탈출작전 (決死の大脱走作戦)              | 1983년 3월 15일  | 1987년 4월 30일 |
| 31화         | 태양의 마을 (新しい太陽の村)               | 1983년 4월 5일   | 1987년 5월 1일  |
| 32화         | 콘도르 대작전 (コンドル奪回作戦)           | 1983년 4월 12일  | 1987년 5월 6일  |
| 33화         | 마야의 사람들 (立ち上がったマヤの民)       | 1983년 4월 19일  | 1987년 5월 7일  |
| 34화         | 총공격의 날 (オルメカ基地総攻撃)           | 1983년 4월 26일  | 1987년 5월 8일  |
| 35화         | 오르메카의 비밀 (オルメカ基地の秘密)       | 1983년 5월 10일  | 1987년 5월 13일 |
| 36화         | 어느 비행체와의 싸움 (巨大兵器との戦い)    | 1983년 5월 17일  | 1987년 5월 14일 |
| 37화         | 황금도시의 문 (扉を開く黄金都市)           | 1983년 5월 24일  | 1987년 5월 15일 |
| 38화         | 이곳이 황금도시 (黄金都市の危機)           | 1983년 5월 31일  | 1987년 5월 20일 |
| 39화(최종회) | 날아라! 미래를 향하여 (新たなる冒険へ)     | 1983년 6월 7일   | 1987년 5월 21일 |